# Heteronímia

Alberto Caeiro, Álvaro de Campos, Ricardo Reis.
Heterónimos de Fernando Pessoa por Almada Negreiros, 1958.

Heteronímia (héteros = diferente; + ónoma = nome) é o estudo dos heterônimos, isto é, estudo de autores fictícios (ou pseudo-autores) que possuem personalidade. Ao contrário de pseudônimos, os heterônimos constituem uma personalidade. O criador do heterônimo é chamado de "ortônimo". Sendo assim, quando o autor assume outras personalidades como se fossem pessoas reais.
O maior e mais famoso exemplo da produção de heterónimos é do poeta português Fernando Pessoa. Ele criou os heterônimos  Alberto Caeiro, Álvaro de Campos e Ricardo Reis, entre muitos outros. Também criou o semi-heterônimo Bernardo Soares. Antes de Fernando Pessoa, o caso mais célebre de heteronímia foi o do escocês James Macpherson, autor dos Cantos de Ossian. 
Outros autores que usaram o recurso da heteronímia: Brian O'Nolan, Kent Johnson, Romain Gary, Soren Kierkegaard, Daniel Handler e Stephen King, que criou o heterônimo Richard Bachman. Na literatura brasileira contemporânea existem duas referências de uso de heterônimos: Bruno Tolentino - com o seu alter-ego Sóror Katharina - e Raimundo de Moraes, que assina seus poemas através dos personagens Aymmar Rodríguez e Semíramis.

## Gramática (Morfologia)
No estudo das palavras dentro da gramática a heteronímia  ocorre quando masculino e o feminino são representados por vocábulos completamente diferentes, por terem radicais diferentes. Ex: homem - mulher; bode  - cabra; genro - nora; zangão - abelha; compadre - comadre